# فانسي يو
فانسي يو هي الأسطوانة المطولة السابعة لفرقة الفتيات الكورية الجنوبية توايس، تم إصداره بواسطة جاي واي بي إنترتينمنت في 22 أبريل 2019 ، ويضم الأغنية الرئيسية فانسي.  أقيمت الفرقة جولة حول العالم لدعم الأسطوانة المطولة ، ومع هذا الأسطوانة المطولة أصبحن توايس فرقة الفتيات الأكثر مبيعًا في كوريا الجنوبية ، متجاوزين مبيعات كل من فرقة آس إي آس، و غيرلز جينيريشن.

## الترويج
أعلنت الفرقة عن الأسطوانة المطولة من خلال تويتر في 7 أبريل. ظهرن توايس على حلقتين خاصة من برنامج آيدول روم في 23 و 30 أبريل. في مايو 2019 ، بدأوا جولة حول العالم ، بزيارة سول وبانكوك وسنغافورة ولوس أنجلوس ومانيلا ، وعدة مدن أخرى...

## الإصدار
| البلد            | التاريخ       | النوع        | التوزيع             | Ref.  |
| ---------------- | ------------- | ------------ | ------------------- | ----- |
| الولايات المتحدة | مارس 1 ، 2020 | وسائط متدفقة | جاي واي بي ريبابليك | [ 4 ] |

## الجوائز
| الناشر  | الجائزة                                        | المرتبة | Ref.  |
| ------- | ---------------------------------------------- | ------- | ----- |
| بيلبورد | أفضل 25 ألبوم كي-بوب لعام 2010: قائمة الموظفين | 24      | [ 5 ] |

| السنة | الجائزة                       | النتيجة |       | Ref. |
| ----- | ----------------------------- | ------- | ----- | ---- |
| 2019  | جائزة إمنيت للموسيقى الآسيوية | ترشيح   | [ 6 ] |      |
| 2020  | حفل جوائز مخطط غاون           | ترشيح   | [ 7 ] |      |

## الأغاني
| #  | عنوان              | المدة |
| -- | ------------------ | ----- |
| 1. | "Fancy"            | 3:35  |
| 2. | "Stuck in My Head" | 2:58  |
| 3. | "Girls Like Us"    | 2:40  |
| 4. | "Hot"              | 2:59  |
| 5. | "Turn It Up"       | 3:09  |
| 6. | "Strawberry"       | 3:29  |

1. ↑  Herman، Tamar (7 أبريل 2019). "TWICE Announces 'Fancy You' Album and 2019 World Tour Dates". Billboard. مؤرشف من الأصل في 2019-04-30. اطلع عليه بتاريخ 2019-04-08.
2. ↑  "Twice, cumulative sales of domestic music reached 3.75 million". نافير. 26 أبريل 2019. مؤرشف من الأصل في 2019-04-26. اطلع عليه بتاريخ 2019-05-04.
3. ↑  McMullen، Chase (29 أبريل 2019). "Review: K-pop favorites TWICE are as excitable (and exciting) as ever on FANCY YOU". The 405. مؤرشف من الأصل في 2019-07-19. اطلع عليه بتاريخ 2019-08-28.
4. ↑  "FANCY YOU by TWICE on Spotify". مؤرشف من الأصل في 2020-04-03. اطلع عليه بتاريخ 2020-03-02.
5. ↑  "The 25 Greatest K-Pop Albums of the 2010s: Staff List". Billboard. 17 ديسمبر 2019. مؤرشف من الأصل في 2019-12-21. اطلع عليه بتاريخ 2019-12-29.
6. ↑  Cabico، Gaea Katreena (25 أكتوبر 2019). "LIST: Official nominees for 2019 MAMA". The Philippine Star. مؤرشف من الأصل في 2020-05-10. اطلع عليه بتاريخ 2019-10-25.
7. ↑  "올해의 가수 (앨범) 후보자" [Artist of the Year (Album) nominees]. 9th Gaon Chart Music Awards 2019 (بالكورية). KMCA. Archived from the original on 2020-01-08. Retrieved 2020-01-08.